# Vitalij Mandzyn
Vitalij Ihorovyč Mandzyn (in ucraino Віталій Ігорович Мандзин?; Pidhajci, 5 aprile 2003) è un biatleta ucraino.

## Biografia
Vitalij Mandzyn ha debuttato in campo internazionale in occasione dei III Giochi olimpici giovanili invernali di Losanna 2020, ottenendo come miglior risultato il 5º posto nella sprint; ha esordito in IBU Cup a Idre Fjäll il 29 novembre 2022 in sprint (25º) e in Coppa del Mondo il 9 dicembre dello stesso anno a Hochfilzen nella medesima specialità (89º). Il 5 gennaio 2024 ha ottenuto il primo piazzamento a punti in Coppa del Mondo arrivando 31º nella sprint disputata a Oberhof e ai successivi Mondiali juniores di Otepää 2024 ha vinto la medaglia d'argento nella staffetta. Ai Mondiali di Lenzerheide 2025, sua prima presenza iridata, si è classificato 36º nella sprint, 19º nell'inseguimento, 17º nell'individuale, 27º nella partenza in linea e 8º nella staffetta; il 9 marzo dello stesso anno ha conquistato il primo podio in Coppa del Mondo, nella staffetta disputata a Nové Město na Moravě (3º). Non ha preso parte a rassegne olimpiche.

## Palmarès

### Mondiali juniores
- 1 medaglia:
  - 1 argento (staffetta a Otepää 2024)

### Coppa del Mondo
- Miglior piazzamento in classifica generale: 76º nel 2024
- 1 podio (a squadre):
  - 1 terzo posto